# Shō Sakurai
Shō Sakurai (櫻井 翔?, Sakurai Shō; Minato, 25 gennaio 1982) è un cantante e attore giapponese.
Cantautore, giornalista, conduttore radiofonico, è inoltre uno dei membri della boy band J-pop Arashi.
Shō inizia la sua carriera nel mondo dello spettacolo quando viene assunto come tarento dall'agenzia scopritrice di talenti Johnny & Associates nel 1995, all'età quindi di 13 anni. Nel 1999 fa il suo debutto come cantante, nel 2006 diventa giornalista, nel 2008 è uno degli inviati ufficiali ai Giochi olimpici di Pechino per l'emittente Nippon Television.

## Biografia
Nato a Minato, nella prefettura di Tokyo, è il maggiore di tre fratelli; ha una sorella più giovane di 4 anni e un fratellino di 13 anni di meno. Dopo aver superato degli speciali esami di ammissione, ha frequentato una scuola elementare affiliata alla Università Keio. Si è laureato in economia nel 2004.

### Carriera musicale
Shō è il rapper designato del gruppo (e per questo soprannominato dai fan "Sakurap"), scrive alcuni dei testi delle sue canzoni sotto lo pseudonimo di "Show": uno dei suoi primi contributi importanti è stato il lato B del singolo Hadashi no mirai/Kotoba yori taisetsu na mono. Pur non essendo il primo artista appartenente ai "Johnny's" a fare rap, la sua innovazione ha facilitato a molti giovani avvicinarsi a tale genere. Secondo Taichi Tokubun dei Tokio, il membro dei KAT-TUN Kōki Tanaka ha cominciato a fare rap proprio grazie a lui, dopo averlo ascoltato.
Nel 2006 è stato il primo membro degli Arashi a tenere un concerto da solista intitolato "The Show". Ha co-scritto i testi di sei canzoni dell'album Boku no Miteiru Fūkei, il nono della band, uscito nel 2009.

### Carriera da attore
A differenza degli altri membri degli Arashi che hanno fatto il loro debutto sul palcoscenico, Shō ha debuttato direttamente in televisione nel programma V no Arashi nel 1999. Nel 2001 partecipa al dorama Tengoku ni ichiban chikai otoko 2 (天国に一番近い男 - 教師編?) in cui assume il ruolo di uno studente, con Masahiro Matsuoka come suo sensei: questa interpretazione gli ha fatto vincere il premio come miglior attore esordiente al "5th Nikkan Sports Drama Grand Prix Awards".
Nel 2003 ottiene il ruolo di protagonista in Yoiko no mikata (よい子の味方?) ove recita la parte di un giovane uomo che si sforza di dimostrare d'esser in grado di fare il maestro dell'asilo in mezzo ai bambini.
Nel 2007 assieme al collega Kazunari Ninomiya è co-protagonista del dorama Yamada Tarō monogatari, basato sulla serie manga comica omonima.
Dopo aver partecipato come telecronista alle olimpiadi di Pechino nel 2008 e al tour musicale del gruppo, l'anno successivo lo vede ottenere il suo primo ruolo da protagonista dopo il 2003, in The Quiz Show 2 assieme a Yū Yokoyama, ove interpreta il concorrente affetto da amnesia di un programma a quiz in diretta TV. Appare inoltre come ospite nell'ultima puntata del dorama My Girl (serie televisiva) il cui protagonista era il collega Masaki Aiba
Nel 2010 è co-protagonista in compagnia degli altri membri degli Arashi allo Special intitolato Saigo no yakusoku, ove interpreta un giovane intrappolato all'interno d'un edificio preso d'assalto da un gruppo di terroristi. Nel seguente special Kobe Shinbun no nanakakan (神戸新聞の７日間?) assume il ruolo di un fotoreporter che deve affrontare i danni seguiti al terremoto di Kobe. Sempre nello stesso anno poi assieme a Maki Orikita partecipa alla commedia romantica intitolata Tokujō kabachi! (特上カバチ!?)
Nel 2011 è protagonista della stagione autunnale della Fuji TV a fianco di Keiko Kitagawa col dorama Nazotoki wa dinner no ato de (謎解きはディナーのあとで?) che si basa su un romanzo best seller pubblicato nel 2010 da Tokuya Higashigawa.
Nel 2012 è protagonista della prima puntata dello special Blackboard - Teachers Waging The Battles of Their Times: ha qui il ruolo di un insegnante di scuola media che ha perduto il suo braccio destro in guerra e ciò lo ha portato a rivedere tutti i suoi giudizi e morale precedente.

### Altro
Tra il 2002 e il 2008 ha condotto un programma radiofonico personale chiamato Sho Beat

## Filmografia
| Anno | Titolo                                                        | Ruolo assunto            | Not                                                            |
| ---- | ------------------------------------------------------------- | ------------------------ | -------------------------------------------------------------- |
| 1999 | V no Arashi                                                   | Shō Sakurai              | Protagonista assieme agli altri membri degli Arashi            |
| 2000 | Otosan                                                        | Akira Ohmura             | Special TV                                                     |
| 2001 | Tengoku ni Ichiban Chikai Otoko 2                             | Ayumi Todo               |                                                                |
| 2002 | Shonen Taiya: Third Story - Aoki-san Uchi no Oku-san          | Shō                      | Dorama in quattro episodi                                      |
| 2002 | Kisarazu Cat's Eye                                            | Futoshi Nakagomi (Bambi) |                                                                |
| 2003 | Yoiko no Mikata                                               | Taiyo Suzuki             | Protagonista                                                   |
| 2003 | Ikebukuro West Gate Park Special                              | Bambi                    | Apparizione come Cameo                                         |
| 2003 | Gekidan Engimono: Fourteenth Story - Haetori Kami             | Yohei Yamada             | Protagonista, Dorama speciale in quattro puntate               |
| 2004 | Nurseman Special                                              | Masaya Iwata             | Special TV                                                     |
| 2004 | Gekidan Engimono: First Story - Unlucky Days: Natsume no Moso | Kantaku                  | Protagonista, Dorama speciale in quattro puntate               |
| 2004 | Tokio                                                         | Tokio Miyamoto           |                                                                |
| 2005 | Gekidan Engimono: Eleventh Story - Ishikawa-ken Gosan-shi     | Jun Kawase               | Protagonista, Dorama Special in quattro puntate                |
| 2005 | Yankee Bokou ni Kaeru Special                                 | Masaya Yoshimori         | Protagonista, Special TV                                       |
| 2007 | Yamada Tarō monogatari                                        | Takuya Mimura            | Co-protagonista assieme a Kazunari Ninomiya                    |
| 2009 | Uta no Onii-san                                               | Himself                  | Episodio 6, apparizione come ospite                            |
| 2009 | The Quiz Show 2                                               | Satoru Kamiyama          | Protagonista                                                   |
| 2009 | My Girl (serie televisiva)                                    | Sato                     | Episodio 10, apparizione come ospite                           |
| 2010 | Saigo no Yakusoku                                             | Yukio Tomizawa           | Protagonista assieme agli altri membri degli Arashi, SpecialTV |
| 2010 | Kobe Shimbun no Nanokakan                                     | Tomohiko Mitsuyama       | Protagonista, Special                                          |
| 2010 | Tokujo Kabachi!!                                              | Katsuhiro Tamura         | Protagonista                                                   |
| 2011 | Nazotoki wa Dinner no Ato de                                  | Kageyama                 | Protagonista                                                   |
| 2012 | Mou Yuukai Nante Shinai                                       | Kageyama                 | Cameo                                                          |
| 2012 | Nazotoki wa Dinner no Ato de                                  | Kageyama                 | Protagonista, Special TV                                       |
| 2012 | Papadol!                                                      | se stesso                | Episodio 1, star ospite                                        |
| 2012 | Blackboard, Teachers Who Fought Against Era                   | Shirahama                | Protagonista (1ª parte), Special TV in tre parti.              |

| Anno | Titolo                               | Ruolo assunto            | Note                                                          |
| ---- | ------------------------------------ | ------------------------ | ------------------------------------------------------------- |
| 2002 | Pikanchi Life is Hard Dakedo Happy   | Tadashi Kamogawa (Chu)   | Protagonista assieme agli altri membri degli Arashi           |
| 2003 | Kisarazu Cat's Eye: Nihon Series     | Futoshi Nakagomi (Bambi) |                                                               |
| 2004 | Pikanchi Life is Hard Dakara Happy   | Tadashi Kamogawa (Chu)   | Protagonista assieme agli altri membri degli Arashi           |
| 2006 | Honey and Clover (film)              | Yuta Takemoto            | Protagonista                                                  |
| 2006 | Kisarazu Cat's Eye: World Series     | Futoshi Nakagomi (Bambi) |                                                               |
| 2007 | Kiiroi Namida                        | Ryusan Mukai             | Personaggio principale assieme agli altri membri degli Arashi |
| 2009 | Yattaman - Il film                   | Gan-chan                 | Protagonista                                                  |
| 2011 | Kamisama no Karute                   | Ichito Kurihara          | Co-protagonista assieme a Aoi Miyazaki                        |
| 2013 | Nazotoki wa Dinner no Ato de (movie) | Kageyama                 | Co-protagonista assieme a Keiko Kitagawa                      |